# Seitenjärvi
Seitenjärvi är en sjö i kommunen Hyrynsalmi i landskapet Kajanaland i Finland. Sjön ligger 156,2 meter över havet. Den är 26,28 meter djup. Arean är 2,89 kvadratkilometer och strandlinjen är 18,26 kilometer lång. Sjön  ingår i Uleälvens huvudavrinningsområde.   Den ligger omkring 52 kilometer nordöst om Kajana och omkring 520 kilometer norr om Helsingfors. 